# Méthode Nordoff-Robbins
La méthode Nordoff-Robbins ou thérapie musicale créative est une musicothérapie que Paul Nordoff (en) et Clive Robbins (en) ont développé sur une période de 17 ans, de 1958 à 1975. Elle a été conçue dans le but d'aider les enfants souffrant de troubles psychologiques, physiques ou du développement. Durant les premières années, ses créateurs ont été fortement influencés par les écrits de Rudolph Steiner et l'approche théosophique. Cette approche est fondée sur la croyance que tout le monde réagit à la musique, peu importe son état de santé. Selon la philosophie de cette approche, la musique peut agir thérapeutiquement pour améliorer la communication, accepter le changement et amener les gens à vivre une vie plus riche et plus créative. Les thérapeutes formés selon à la méthode Nordoff-Robbins travaillent dans plusieurs pays.